# Raionul Tatarbunar
Raionul Tatarbunar (în ucraineană Татарбунарський район) este unul din cele 26 raioane administrative din regiunea Odesa din Ucraina, cu reședința în orașul Tatarbunar. A fost înființat în 1940, fiind inclus în componența RSS Ucrainene. Începând din anul 1991, acest raion face parte din Ucraina independentă. 
Acest raion are o suprafață de 1.748 km² și 73.991 locuitori (2001) , în majoritate de naționalitate ucraineni. Din componența raionului fac parte orașul Tatarbunar și 34 sate. 
Înainte de ocuparea Basarabiei și Bucovinei de nord de către Uniunea Sovietică în 1940, teritoriul său a făcut parte din județele Ismail și Cetatea Albă ale României Mari.

## Istoric
Prin Tratatul de pace de la București, semnat pe 16/28 mai 1812, între Imperiul Rus și Imperiul Otoman, la încheierea războiului ruso-turc din 1806 – 1812, Rusia a ocupat teritoriul de est al Moldovei dintre Prut și Nistru, pe care l-a alăturat Ținutului Hotin și Basarabiei/Bugeacului luate de la turci, denumind ansamblul Basarabia (în 1813) și transformându-l într-o gubernie împărțită în zece ținuturi (Hotin, Soroca, Bălți, Orhei, Lăpușna, Tighina, Cahul, Bolgrad, Chilia și Cetatea Albă, capitala guberniei fiind stabilită la Chișinău). 
Localitățile componente ale actualului raion Tatarbunar au făcut parte din Ocolul Chiliei al Ținutului Ismail și din Ocolul Achermanului al Ținutului Bender. 
După ocuparea Basarabiei de către Imperiul Țarist, începând din anul 1818 s-au stabilit în Bugeac mii de coloniști bulgari și găgăuzi din sudul Dunării care au vrut să scape de asuprirea turcească. Pe lângă aceștia, au mai venit aici țărani iobagi ucraineni și ruși fugiți de pe moșiile din Rusia, precum și cazaci din trupele de la gurile Dunării. În dorința de a eterogeniza componența etnică a Basarabiei și de a reduce ponderea elementului moldovenesc, autoritățile ruse le-au pus la dispoziție coloniștilor terenuri arabile, scutindu-i pe timp de 10 ani de plata impozitelor către stat. 
În urma Tratatului de la Paris din 1856, care încheia Războiul Crimeii (1853-1856), Rusia a retrocedat Moldovei o fâșie de pământ din sud-vestul Basarabiei (cunoscută sub denumirea de Cahul, Bolgrad și Ismail). În urma acestei pierderi teritoriale, Rusia nu a mai avut acces la gurile Dunării. Localitățile din partea de sud a actualului raion Tatarbunar au fost retrocedate Moldovei, dar cele din partea de nord au rămas Rusiei (este vorba de Achmanghit, Deljiler, Divizia și Tatarbunar).
În urma Unirii Moldovei cu Țara Românească din 1859, acest teritoriu a intrat în componența noului stat România (numit până în 1866 "Principatele Unite ale Valahiei și Moldovei"). În anul 1877 a fost construită calea ferată Reni - Tighina, care a legat orașul Reni cu partea centrală a Basarabiei rămasă sub ocupație rusă. În urma Tratatului de pace de la Berlin din 1878, România a fost constrânsă să cedeze Rusiei acest teritoriu.
După Unirea Basarabiei cu România la 27 martie 1918, sudul Basarabiei a intrat în componența României, localitățile actualului raion Tatarbunar fiind incluse în plasele Tatar-Bunar și Tuzla a județului Cetatea Albă și în Plasa Chilia-Nouă a județului Ismail. Pe atunci, majoritatea populației era formată din ucraineni, existând și grupuri minoritare importante ale românilor (în partea de vest), bulgarilor (în satul Deljiler, rușilor (în sud) și germanilor basarabeni (în câteva sate mici dintre lacurile Șagani și Alibei). 
Ca urmare a Pactului Ribbentrop-Molotov (1939), Basarabia, Bucovina de Nord și Ținutul Herța au fost anexate de către URSS la 28 iunie 1940. După ce Basarabia a fost ocupată de sovietici, Stalin a dezmembrat-o în trei părți. Astfel, la 2 august 1940, a fost înființată RSS Moldovenească, iar părțile de sud (județele românești Cetatea Albă și Ismail) și de nord (județul Hotin) ale Basarabiei, precum și nordul Bucovinei și Ținutul Herța au fost alipite RSS Ucrainene. La 7 august 1940, a fost creată regiunea Ismail, formată din teritoriile aflate în sudul Basarabiei și care au fost alipite RSS Ucrainene . Tot atunci a fost înființat și raionul Tatarbunar. 
În perioada 1941-1944, toate teritoriile anexate anterior de URSS au reintrat în componența României. Apoi, cele trei teritorii au fost reocupate de către URSS în anul 1944 și integrate în componența RSS Ucrainene, conform organizării teritoriale făcute de Stalin după anexarea din 1940, când Basarabia a fost ruptă în trei părți. 
La 15 februarie 1954, Regiunea Ismail a fost desființată, iar cele 13 raioane ale sale au fost incluse în Regiunea Odesa. În ianuarie 1959, raionul Tuzla a fost desființat, iar localitățile componente au trecut în administrarea raionului Tatarbunar. 
Începând din anul 1991, Raionul Tatarbunar face parte din Regiunea Odesa a Ucrainei independente.

## Geografie
Raionul Tatarbunar este situat în partea de sud-vest a regiunii Odesa. El este unul dintre cele mai îndepărtate raioane de centrul regional Odesa, distanța între acesta și centrul raional fiind de 165 km. 
În prezent, raionul se învecinează în partea de nord cu raionul raionul Sărata, în partea de est cu raionul Cetatea Albă, în partea de sud cu Marea Neagră, în partea de sud-vest cu raionul Chilia și în partea de nord-vest cu raionul Arciz. 
Raionul Tatarbunar are o suprafață mare ocupată de ape. Pe teritoriul său se află lacurile: lacurile Sasic, Djantșai, Sasicul Mic, Șagani, Caraceaus, Alibei, Hagider, Burnas etc. De asemenea, aici curg râurile Cogâlnic, Sărata, Sariari, Hagider și Alcalia. 
Relieful raionului este reprezentat de zone de stepă (în partea de nord) și de mlaștini (pe malurile lacurilor și ale Mării Negre). Altitudinea scade pe măsura apropierii de țărmul mării. În partea de sud se află o zonă litorală joasă, cu plaje. Pe malul mării se află stațiunile maritime Raseika, Katranka și Băile Burnas (Lebedevka). 
Solul este mlăștinos (pe malurile limanelor) și nisipos (pe malul mării). În zonă se află cariere de calcar și de nisip. 
Clima raionului Tatarbunar este temperat-continentală, cu 210-215 zile calde pe an și precipitații medii anuale de 350-390 mm/m².

## Demografie

### Numărul populației la 1 ianuarie
| 2013    | 2014    | 2015    |
| ------- | ------- | ------- |
| ▼39.087 | ▼38.965 | ▼38.901 |

- Sursă:[6]

### Structura etnolingvistică
Componența lingvistică a raionului Tatarbunar
     Ucraineană (72,4%)
     Bulgară (10,7%)
     Română (8,49%)
     Rusă (7,68%)
     Alte limbi (0,73%)
Conform recensământului din 2001, majoritatea populației raionului Tatarbunar era vorbitoare de ucraineană (72,4%), existând în minoritate și vorbitori de bulgară (10,7%), română (8,49%) și rusă (7,68%).
La recensământul din 1989, raionul Tatarbunar avea 44.600 locuitori. 
Conform recensământului efectuat de autoritățile ucrainene în anul 2001, populația raionului Tatarbunar era de 41.573 locuitori, fiind împărțită în următoarele grupuri etnice:
- Ucraineni - 71.3%
- Bulgari - 11.5%
- Români - 9.4%
- Ruși - 6.4%
- Țigani - 0.4%
- Găgăuzi - 0.2%
- Bieloruși - 0.2%
- Alții -  0.6% [9].[10][11]

De asemenea, 25.97% din populația raionului locuia în așezări urbane (10.797 locuitori) și 74.03% în așezări rurale (30.776 locuitori).
Cele mai populate localități sunt orașul Tatarbunar - 10.740 locuitori și satele Deljiler - 4.071, Achmanghit - 2.335 și Divizia - 2.078.

### Comunități etnice
Conform recensământului din 2001, locuitorii de etnie ucraineană sunt majoritari în aproape toate localitățile din raion. Există însă și sate unde predomină etnicii bulgari (Deljiler), etnicii ruși (Alexandrovca Nouă) sau români (Borisovca, Eschipolos și Nerușai). 
Mici comunități românești se mai găsesc și în reședința de raion Tatarbunar sau în satele altădată majoritar românești Noul-Caragaci, Sărăria sau Baccialia. De asemenea, satul Tuzla se află și el printre localitățile vechi românești deznaționalizate după război (pe atunci era chiar oraș).

## Economie
Principala activitate economică a Raionului Tatarbunar este producția și prelucrarea produselor agro-alimentare, care face uz de forță de muncă sezonieră. 
Suprafața de teren folosită în agricultură este de 114.200 ha, dintre care 103.600 ha teren arabil (90,8%) și 4.323 ha livezi și vii (4,3%). Se cultivă cereale, floarea soarelui și vița de vie. La fermele din raion se cresc animale și păsări de curte: bovine, porcine, ovine și păsări de curte. 
În anul 2006, forța de muncă era reprezentată de 51.14% dintre locuitorii raionului. Tot atunci, ponderea pensionarilor în populația raionului era de 27.29% (10.800 persoane). Majoritatea persoanelor se ocupau cu agricultura, lucrau în industria alimentară sau se ocupau cu comerțul.
Rețeaua de drumuri din raion însumează 273.8 km, împărțindu-se în drumuri naționale (9.4 km), regionale (85.4 km) și locale (179 km). Toate localitățile au legături la drumurile regionale. 
Centru administrativ, economic și cultural al districtului este orașul Tatarbunar. Acesta este situat de-a lungul râului Cogâlnic, care se varsă în Lacul Sasic. Distanța între centrul raional și Odesa este de 165 km. Rețeaua de cale ferată este aproape inexistentă, cea mai apropiată stație de cale ferată de centrul raional fiind Sărata (pe linia Odesa - Ismail), la o distanță de 24 km. 
În raion, există o unitate de aviație (la Tuzla) și două pichete de grăniceri (la Băile Burnas și Șagani). 

## Învățământ și cultură
În raionul Tatarbunar există 21 grădinițe, 22 școli și 2 licee. Școala din Borisovca este școală cu predarea în limba română, în timp ce la școala din Eschipolos se predă limba română doar ca obiect de studiu. În afară de acestea, mai există 26 cămine culturale și 28 biblioteci publice, un muzeu raional și muzee locale (la Bazarianca, Cișmele, Eschipolos, Șagani și Tuzla).  
De asemenea, funcționează aici o vastă rețea de facilități medicale: un spital raional cu 210 paturi, 5 policlinici cu 60 paturi, 6 clinici și 17 cabinete de medici de familie .

## Localități
Raionul Tatarbunar este compus din:
- 1 oraș - Tatarbunar - reședința administrativă

| Oraș                   |                    |               |                  |               |           |
| Nume                   | Nume               | Nume          | Nume             | Nume          | Locuitori |
| română                 | ucraineană         | ucraineană    | rusă             | rusă          | Locuitori |
| română                 | scriere ucraineană | transliterare | scriere rusească | transliterare | Locuitori |
| Tatarbunar (Tătărăști) | Татарбунари        | Tatarbunari   | Татарбунары      | Tatarbunari   | 10.740    |

- 34 sate [13], dintre care: 
  - 18 comune sau selsoviete  astfel:

| Comune        |                    |               |                  |               |           |
| Nume          | Nume               | Nume          | Nume             | Nume          | Locuitori |
| română        | ucraineană         | ucraineană    | rusă             | rusă          | Locuitori |
| română        | scriere ucraineană | transliterare | scriere rusească | transliterare | Locuitori |
| Achmanghit    | Білолісся          | Bilolissia    | Белолесье        | Belolesie     | 2.335     |
| Baccialia     | Баштанівка         | Baștanîvka    | Баштановка       | Baștanovka    | 932       |
| Bazarianca    | Базар'янка         | Bazarianka    | Базарьянка       | Bazarianka    | 1.153     |
| Bezimenca     | Безім'янка         | Bezimianka    | Безымянка        | Bezimianka    | 359       |
| Borisovca     | Борисівка          | Borisîvka     | Борисовка        | Borisovka     | 1.803     |
| Buduri        | Кочкувате          | Kocikuvate    | Кочковатое       | Kocikovatoe   | 517       |
| Cișmele       | Струмок            | Strumok       | Струмок          | Strumok       | 1.883     |
| Deljiler      | Дмитрівка          | Dmitrîvka     | Дмитровка        | Dmitrovka     | 4.071     |
| Divizia       | Дивізія            | Divizîia      | Дивизия          | Diviziia      | 2.078     |
| Eschipolos    | Глибоке            | Hliboke       | Глубокое         | Glibokoe      | 1.232     |
| Martaza       | Рибальське         | Ribalske      | Рыбальское       | Ribalskoe     | 604       |
| Nerușai       | Нерушай            | Nerușai       | Нерушай          | Nerușai       | 1.993     |
| Noul-Caragaci | Вишневе            | Vișneve       | Вишневое         | Vișnevoe      | 1.415     |
| Sărăria       | Жовтий Яр          | Jovtii Iar    | Желтый Яр        | Jeltii Iar    | 772       |
| Șagani        | Приморське         | Primorske     | Приморское       | Primorskoe    | 1.841     |
| Tropoclo      | Трапівка           | Trapîvka      | Траповка         | Trapovka      | 1.068     |
| Tuzla         | Тузли              | Tuzli         | Тузлы            | Tuzli         | 1.914     |
| Zolocari      | Лиман              | Liman         | Лиман            | Liman         | 1.641     |

- - 16 sate, care nu sunt și selsoviete, adică nu au administrație proprie, astfel:

| Sate              |                    |                 |                  |                   |           |           |
| Nume              | Nume               | Nume            | Nume             | Nume              | Locuitori | Comuna    |
| română            | ucraineană         | ucraineană      | rusă             | rusă              | Locuitori | Comuna    |
| română            | scriere ucraineană | transliterare   | scriere rusească | transliterare     | Locuitori | Comuna    |
| Alexandrovca Nouă | Нова Олексіївка    | Nova Oleksîivka | Новая Алексеевка | Novaia Alekseevka | 80        | Deljiler  |
| Balabanca         | Балабанка          | Balabanka       | Балабанка        | Balabanka         | 159       | Martaza   |
| Băile Burnas      | Лебедівка          | Lebedîvka       | Лебедёвка        | Lebediovka        | 26        | Tuzla     |
| Hagider           | Лиман              | Liman           | Лиман            | Liman             | 153       | Divizia   |
| Marazli           | Маразліївка        | Marazlîivka     | Маразлиевка      | Marazlievka       | 329       | Sărăria   |
| Răileni           | Ройлянка           | Roilianka       | Ройлянка         | Roilianka         | 148       | Sărăria   |
| Sadove            | Садове             | Sadove          | Садовое          | Sadovoe           | 123       | Bezimenca |
| Sardinant         | Нове               | Nove            | Новое            | Novoe             | 278       | Sărăria   |
| Sărata-Mică       | Зарічне            | Zaricine        | Заречное         | Zarecinoe         | 315       | Tropoclo  |
| Spasca            | Спаське            | Spaske          | Спасское         | Spasskoe          | 818       | Cișmele   |
| Sulița            | Новоселиця         | Novoseliția     | Новоселица       | Novoselița        | 267       | Tropoclo  |
| Tăriceni          | Царичанка          | Țaricianka      | Царичанка        | Țaricianka        | 60        | Sărăria   |
| Trihat            | Трихатки           | Trihatki        | Трихатки         | Trihatki          | 149       | Șagani    |
| Vesele            | Веселе             | Vesele          | Веселое          | Veseloe           | 107       | Bezimenca |
| Veselia-Bâlca     | Весела Балка       | Vesela Balka    | Веселая Балка    | Veselaia Balka    | 237       | Tuzla     |
| Zangherovca       | Новомихайлівка     | Novomihailîvka  | Новомихайловка   | Novomihailovka    | 106       | Tuzla     |

Satul Principele-Carol (în ucraineană Роздольне) a fost, până în anul 2007, o localitate componentă a raionului, fiind inclusă ulterior în satul Sărăria.